# Bergsklimat

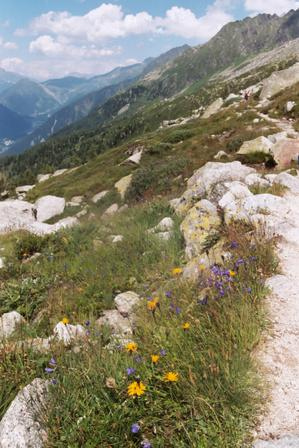
Alpflora

Bergsklimat, eller alpint klimat, kallas den klimattyp som förekommer ovanför trädgränsen. Temperaturen är lägre än på lägre höjd vid samma breddgrader. 